# Ван Хюненстейн, Марие
Марие ван Хюненстейн (нидерл. Marije van Hunenstijn; род. 2 марта 1995, Апелдорн, Нидерланды) — нидерландская легкоатлетка, специализирующаяся в беге на короткие дистанции. Чемпионка Европы 2016 года в эстафете 4×100 метров. Член сборной Нидерландов на летних Олимпийских играх 2016 года.

## Биография
В детстве занималась спортивной гимнастикой, но в 11 лет желание и интерес к этому виду спорта пропали, и Марие решила попробовать свои силы в лёгкой атлетике. Наиболее успешно в юношеские годы у неё стал получаться барьерный бег, где она выиграла несколько стартов среди сверстников на национальном уровне.
В 15 лет перешла в клуб AV’34 из родного Апелдорна, где стала тренироваться под руководством Бетти Хофмайер. Ей удалось добиться серьёзного прогресса в гладком спринте, улучшив свой рекорд на дистанции 100 метров до 11,79. Этот результат позволил Марие отобраться на юниорский чемпионат мира 2014 года, но дальше предварительных забегов там она не пробилась.
В 2016 году приняла участие в домашнем чемпионате Европы. В эстафете 4×100 метров выступала в предварительном забеге на втором этапе. Нидерландки прошли в финал, где вместо ван Хюненстейн в состав была включена чемпионка Европы Дафне Схипперс. Обновлённый квартет выиграл в финале золото, которое как участница команды получила и Марие.
Была включена в состав сборной на Олимпийские игры в Рио-де-Жанейро, но провела их в качестве запасной.
Изучает спортивный маркетинг в Академии Йохана Кройфа в Амстердаме.

## Основные результаты
| Год  | Турнир                       | Место проведения      | Дисциплина       | Место       | Результат |
| ---- | ---------------------------- | --------------------- | ---------------- | ----------- | --------- |
| 2014 | Чемпионат мира среди юниоров | Юджин, США            | 100 м            | 44-е (заб.) | 12,14     |
| 2014 | Чемпионат мира среди юниоров | Юджин, США            | эстафета 4×100 м | 8-е (заб.)  | 45,29     |
| 2016 | Чемпионат Европы             | Амстердам, Нидерланды | эстафета 4×100 м | 7-е (заб.)  | 43,34     |